# Ortskapelle Steinabrunn

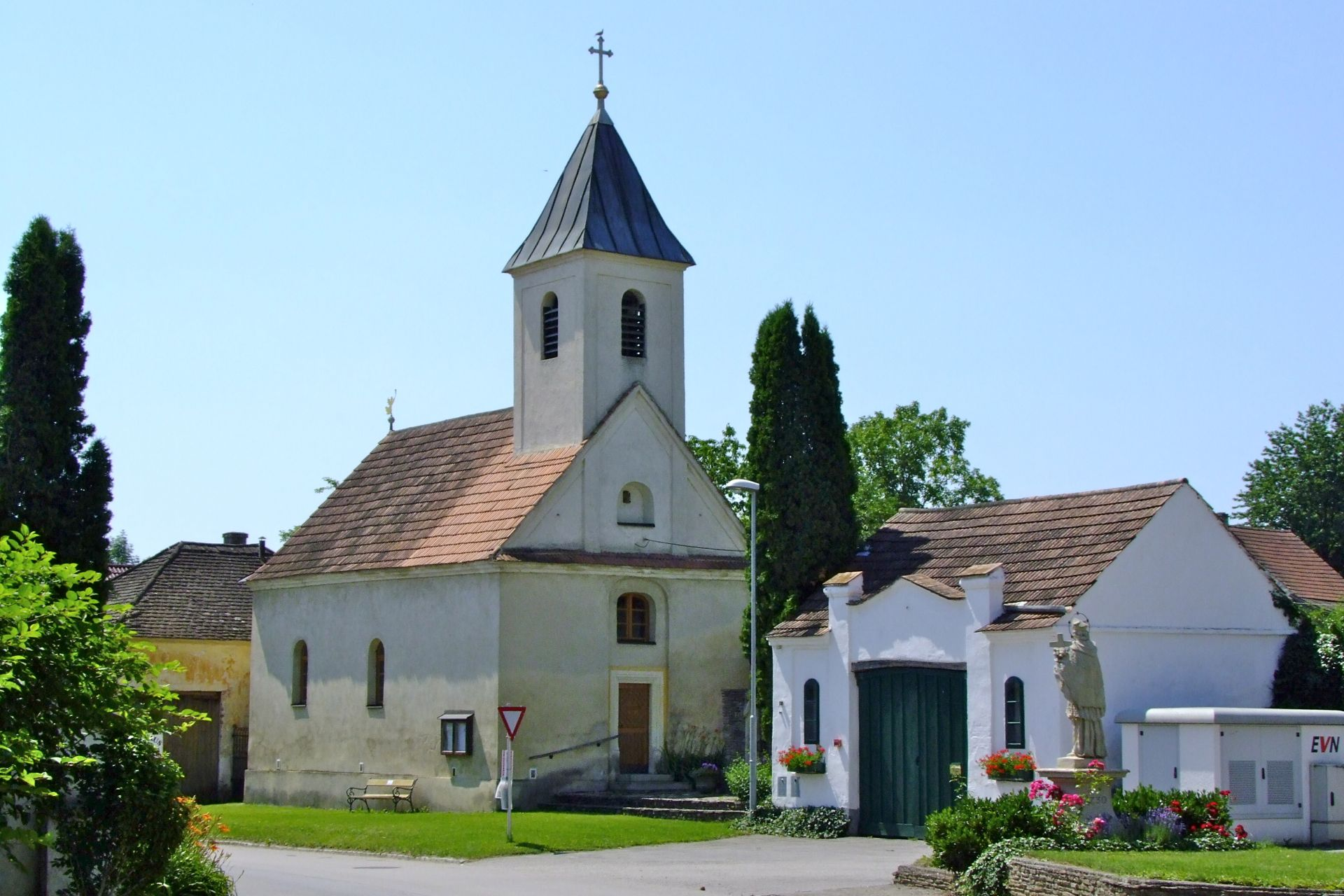
Katholische Ortskapelle hl. Agapitus in Steinabrunn

Die römisch-katholische Ortskapelle Steinabrunn steht südlich vom Schloss Steinabrunn und im Norden des Ortes Steinabrunn in der Marktgemeinde Großmugl im Bezirk Korneuburg in Niederösterreich. Die dem Patrozinium hl. Agapitus unterstellte Kapelle gehört zum Dekanat Stockerau im Vikariat Unter dem Manhartsberg der Erzdiözese Wien. Die Kapelle steht unter Denkmalschutz (Listeneintrag).

## Geschichte
Die Ortskapelle wurde 1831 erbaut.

## Architektur
Das Kapellenäußere zeigt einen eher größeren Bau mit einer Giebelturmfassade und einer halbkreisförmige Apsis und Rundbogenfenster. Das sekundär verwendete Portalgewände aus dem 16. Jahrhundert ist spätgotisch profiliert.
Das Kapelleninnere zeigt ein Langhaus unter einer Flachdecke und eine Apsiskonche, der Boden ist mit Ziegeln ausgelegt.

## Einrichtung
Der Altar wurde aus der ehemaligen Agapituskirche (Gartenbergkapelle) außerhalb des Ortes hierher übertragen, das nachbarocke Säulenretabel aus dem 19. Jahrhundert zeigt das Altarblatt Auferstehung Christi und trägt die Aufsatzfigur hl. Veit.
Das Gestühl ist nachbarock gestaltet.